# Critèrium del Dauphiné 2012
El Critèrium del Dauphiné 2012 és la 64a edició de la cursa ciclista Critèrium del Dauphiné. La cursa es disputà entre el 3 i el 10 de juny de 2012, amb un recorregut de 1.051,7 km repartits entre set etapes i un pròleg inicial. El punt de partida fou Grenoble i finalitzà una setmana més tard a Châtel. Aquesta és la setzena prova de l'UCI World Tour 2012.
La cursa fou guanyada per segon any consecutiu pel britànic Bradley Wiggins (Team Sky), que liderà la cursa des de la primera etapa i que consolidà i amplià el lideratge després de la seva victòria en la contrarellotge individual de la quarta etapa. Wiggins és el tercer ciclista que guanya la París-Niça i el Dauphiné en un mateix any, després que ho fes Jacques Anquetil (1963 i 1965) i Eddy Merckx (1971).
Wiggins fou acompanyat al podi pel seu company d'equip Michael Rogers i Cadel Evans (BMC Racing Team). Evans també s'imposà en la classificació per punts, mentre la muntanya fou per Cayetano Sarmiento (Liquigas-Cannondale), la classificació dels joves per Wilco Kelderman (Rabobank ProTeam) i el Team Sky fou el millor equip, amb quatre ciclistes entre els deu primers classificats.

## Equips participants
Al Critèrium del Dauphiné, en tant que prova World Tour, hi prenen part els 18 equips ProTour. Quatre equips continentals professionals són convidats pels organitzadors el 26 d'abril de 2012: Cofidis, Team Europcar, Argos-Shimano i Saur-Sojasun.
| Núm     | Codi | Equip                 |
| ------- | ---- | --------------------- |
| 1-8     | SKY  | Team Sky              |
| 11-18   | BMC  | BMC Racing Team       |
| 21-28   | AST  | Astana Qazaqstan Team |
| 31-38   | LTB  | Lotto-Belisol         |
| 41-48   | KAT  | Team Katusha          |
| 51-58   | EUC  | Team Europcar         |
| 61-68   | ALM  | AG2R La Mondiale      |
| 71-78   | RNT  | RadioShack-Nissan     |
| 81-88   | LIQ  | Liquigas-Cannondale   |
| 91-98   | COF  | Cofidis               |
| 101-108 | EUS  | Euskaltel–Euskadi     |

| Núm     | Codi | Equip                   |
| ------- | ---- | ----------------------- |
| 111-118 | FDJ  | FDJ-BigMat              |
| 121-128 | GRM  | Garmin-Barracuda        |
| 131-138 | LAM  | Lampre-ISD              |
| 141-148 | SAX  | Team Saxo Bank          |
| 151-158 | MOV  | Movistar Team           |
| 161-168 | OPQ  | Omega Pharma-Quick Step |
| 171-178 | OGE  | Team Jayco AlUla        |
| 181-188 | RAB  | Rabobank ProTeam        |
| 191-198 | SAU  | Saur-Sojasun            |
| 201-208 | ARG  | Argos-Shimano           |
| 211-218 | VAC  | Vacansoleil-DCM         |

## Principals favorits
El vigent campió, Bradley Wiggins (Team Sky), vencedor aquest mateix any de la París-Niça i el Tour de Romandia, serà un dels principals favorits per revalidar la victòria. Els altres principals favorits al Tour de França de 2012 seran els seus principals adversaris: Cadel Evans, Andy Schleck, Denís Ménxov i Vincenzo Nibali. Joaquim Rodríguez (Team Katusha), després del seu excel·lent Giro d'Itàlia, renuncià a prendre-hi part, tal com tenia previst inicialment.
Nombrosos especialistes en la contrarellotge prenen part a la cursa, en especial David Millar, David Zabriskie (Garmin-Barracuda), el campió del món de l'especialitat Tony Martin (Omega Pharma-Quick Step), Luke Durbridge (Team Jayco AlUla) i Michael Rogers (Team Sky).
Entre els esprintadors destaquen John Degenkolb (Argos-Shimano), Borut Božič (Astana Qazaqstan Team), Michael Matthews (Rabobank ProTeam), Edvald Boasson Hagen (Team Sky) o Juan José Haedo (Team Saxo Bank).

## Etapes
| Etapa    | Data       | Recorregut                            | Km    | Vencedor d'etapa           | Líder de la general   |
| -------- | ---------- | ------------------------------------- | ----- | -------------------------- | --------------------- |
| Pròleg   | 3 de juny  | Grenoble - Grenoble (CRI)             | 5,7   | Luke Durbridge (AUS)       | Luke Durbridge (AUS)  |
| 1a etapa | 4 de juny  | Seyssins - Sant Valier                | 187,0 | Cadel Evans (AUS)          | Bradley Wiggins (GBR) |
| 2a etapa | 5 de juny  | Lamastre - Sant Farciau               | 160,0 | Daniel Moreno (ESP)        | Bradley Wiggins (GBR) |
| 3a etapa | 6 de juny  | Givors - La Clayette                  | 167,0 | Edvald Boasson Hagen (NOR) | Bradley Wiggins (GBR) |
| 4a etapa | 7 de juny  | Villié-Morgon - Bourg-en-Bresse (CRI) | 53,0  | Bradley Wiggins (GBR)      | Bradley Wiggins (GBR) |
| 5a etapa | 8 de juny  | Saint-Trivier-sur-Moignans - Rumilly  | 186,5 | Arthur Vichot (FRA)        | Bradley Wiggins (GBR) |
| 6a etapa | 9 de juny  | Saint-Alban-Leysse - Morzena          | 166,5 | Nairo Quintana (COL)       | Bradley Wiggins (GBR) |
| 7a etapa | 10 de juny | Morzena - Châtel                      | 126,0 | Daniel Moreno (ESP)        | Bradley Wiggins (GBR) |

### Pròleg
3 de juny de 2012 - Grenoble, 5,7 km, CRI

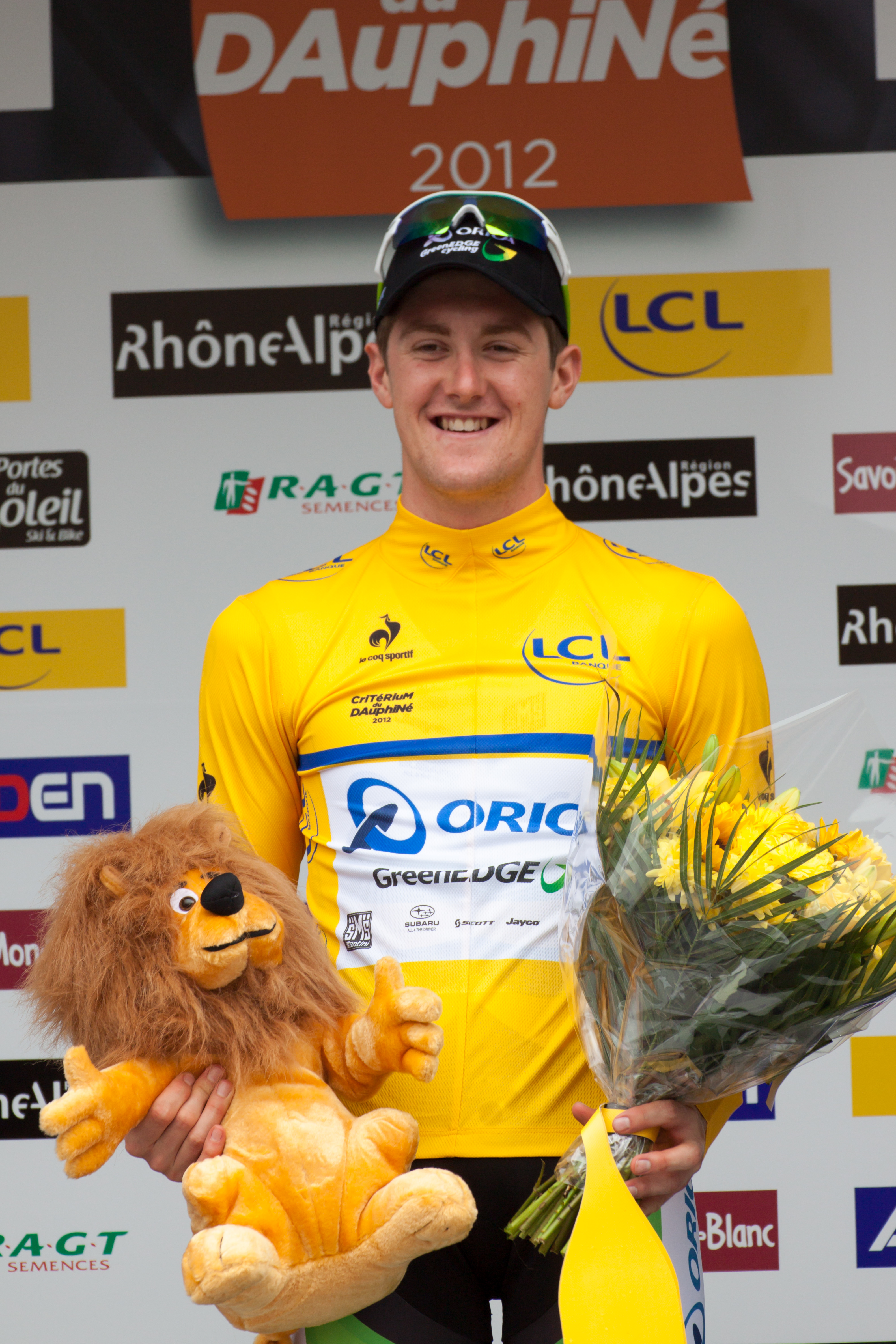
Luke Durbridge al podi després d'haver guanyat l'etapa a Grenoble.

El Dauphiné comença amb el tradicional pròleg, una curta contrarellotge individual gairebé plana de 5,7 quilòmetres pels carrers de Grenoble. Aquesta vila és la quarta vegada que acull l'etapa inicial del Dauphiné en els darrers 15 anys, després de les edicions de 1997, 2000 i 2007, quan guanyà el vencedor de l'edició del 2011, Bradley Wiggins, que en aquell temps corria pel Cofidis.
Amb la pluja amenaçant de fer acte de presència durant tot el dia, els equips van distribuir els seus especialistes per tal de tenir més possibilitats de guanyar l'etapa. Quan va prendre la sortida el primer ciclista, Lieuwe Westra (Vacansoleil-DCM), les condicions eren de sec, i el seu temps fou prou bo, situant-se entre els 12 millors. Poc després Carlos Barredo (Rabobank ProTeam) superava el temps en 4 segons, però el liderats sols li durà un quart d'hora, ja que el seu temps fou superat per Andrí Hrivko (Astana Qazaqstan Team). Poc després el campió d'Austràlia Luke Durbridge (Team Jayco AlUla) va marcar un temps de 6' 38", que ja no seria millorat per la resta de ciclistes. La pluja que va caure durant la part central de l'etapa va canviar les condicions del recorregut, i sols Bradley Wiggins s'hi acosta, en arribar a 1 segon. Aquesta era la primera victòria de Durbridge al World Tour, que alhora li donava el mallot de líder de la general, dels joves i dels punts.
| Resultats de l'etapa i classificació general \| \| Ciclista \| Equip \| Temps \| \| -- \| ---------------------- \| ----------------------- \| ------ \| \| 1 \| Luke Durbridge (AUS) \| Team Jayco AlUla \| 6' 38" \| \| 2 \| Bradley Wiggins (GBR) \| Team Sky \| + 1" \| \| 3 \| Andrí Hrivko (UKR) \| Astana Qazaqstan Team \| + 3" \| \| 4 \| Carlos Barredo (ESP) \| Rabobank ProTeam \| + 3" \| \| 5 \| Tony Martin (GER) \| Omega Pharma-Quick Step \| + 5" \| \| 6 \| Simon Gerrans (AUS) \| Team Jayco AlUla \| + 5" \| \| 7 \| Paul Martens (GER) \| Rabobank ProTeam \| + 5" \| \| 8 \| Sylvain Chavanel (FRA) \| Omega Pharma-Quick Step \| + 6" \| \| 9 \| Cadel Evans (AUS) \| BMC Racing Team \| + 6" \| \| 10 \| Andrey Amador (CRC) \| Movistar Team \| + 7" \| |                        |                         |        |
| | Ciclista               | Equip                   | Temps  |
| 1 | Luke Durbridge (AUS)   | Team Jayco AlUla        | 6' 38" |
| 2 | Bradley Wiggins (GBR)  | Team Sky                | + 1"   |
| 3 | Andrí Hrivko (UKR)     | Astana Qazaqstan Team   | + 3"   |
| 4 | Carlos Barredo (ESP)   | Rabobank ProTeam        | + 3"   |
| 5 | Tony Martin (GER)      | Omega Pharma-Quick Step | + 5"   |
| 6 | Simon Gerrans (AUS)    | Team Jayco AlUla        | + 5"   |
| 7 | Paul Martens (GER)     | Rabobank ProTeam        | + 5"   |
| 8 | Sylvain Chavanel (FRA) | Omega Pharma-Quick Step | + 6"   |
| 9 | Cadel Evans (AUS)      | BMC Racing Team         | + 6"   |
| 10 | Andrey Amador (CRC)    | Movistar Team           | + 7"   |

### 1a etapa
4 de juny de 2012 - Seyssins - Sant Valier, 187,0 km
Etapa trencacames, amb sis ports puntuables durant els 187 km d'etapa, un de segona (km 27, 5,2 km al 6,7%), tres de quarta i dos de tercera categoria, el darrer d'ells, la Cota de la Sizeranne, a tan sols 9 km per a l'arribada a Sant Valier.
En el primer tram de l'etapa es forma una escapada composta per sis ciclistes: Giovanni Bernaudeau (Team Europcar), Markel Irizar (RadioShack-Nissan), Maarten Tjallingii (Rabobank ProTeam), Nicolas Edet (Cofidis), Sep Vanmarcke (Garmin-Barracuda) i Yukihiro Doi (Argos-Shimano). Els escapats aconseguiren una màxima diferència de 13' al km 45. Al km 47 es produeix una caiguda en el si del gran grup en què es veuen afectats Pierrick Fedrigo (FDJ-BigMat) i Samuel Sánchez (Euskaltel–Euskadi). Sánchez va perdre més de 24' a l'arribada i va ser portat a l'hospital on se li van diagnosticar diverses contusions, però cap fractura a les costelles com es creia en un primer moment.
A poc a poc la diferència es va anar reduint, mentre pel darrere Daniel Martin (Garmin-Barracuda) patia una caiguda que li feia perdre tota opció a una bona classificació. En acostar-se a la cota de Sizeranne Bernaudeau i Doi quedaven endarrerits entre el grup d'escapats. Pel darrere Aleksandr Vinokúrov (Astana Qazaqstan Team) i Andy Schleck (RadioShack-Nissan) perdien contacte amb el grup principal, perdent més de tres minuts al final de l'etapa final. En els darrers metres d'ascensió a la darrera cota del dia Irízar deixava enrere els seus companys d'escapada, mentre pel darrere atacava Pierre Rolland (Team Europcar) i s'unia a Vanmarcke i Edet. Amb tot, a 5 km de meta fou neutralitzat després que pel darreres es produïssin nombrosos intents d'escapada en el ràpid descens. Finalment Jérôme Coppel (Saur-Sojasun), Cadel Evans (BMC Racing Team) i Andrei Kàixetxkin (Astana Qazaqstan Team) formaren un trio amb uns pocs segons sobre el grup principal que es jugà la victòria a l'esprint. El més ràpid fou Cadel Evans, mentre el grup dels favorits, encapçalat per Nacer Bouhanni (FDJ-BigMat) arribà a 4 segons. Luke Durbridge (Team Jayco AlUla) no arriba al primer grup, passant el liderat a mans de Bradley Wiggins (Team Sky).
|    | Ciclista                   | Equip                   | Temps      |
| -- | -------------------------- | ----------------------- | ---------- |
| 1  | Cadel Evans (AUS)          | BMC Racing Team         | 4h 36' 21" |
| 2  | Jérôme Coppel (FRA)        | Saur-Sojasun            | m. t.      |
| 3  | Andrei Kàixetxkin (KAZ)    | Astana Qazaqstan Team   | m. t.      |
| 4  | Nacer Bouhanni (FRA)       | FDJ-BigMat              | + 4"       |
| 5  | Tony Gallopin (FRA)        | RadioShack-Nissan       | + 4"       |
| 6  | Borut Božič (SVN)          | Astana Qazaqstan Team   | + 4"       |
| 7  | Gerald Ciolek (GER)        | Omega Pharma-Quick Step | + 4"       |
| 8  | Julien Simon (FRA)         | Saur-Sojasun            | + 4"       |
| 9  | Daniele Ratto (ITA)        | Liquigas-Cannondale     | + 4"       |
| 10 | Edvald Boasson Hagen (NOR) | Team Sky                | + 4"       |

|    | Ciclista                   | Equip                   | Temps      |
| -- | -------------------------- | ----------------------- | ---------- |
| 1  | Bradley Wiggins (GBR)      | Team Sky                | 4h 43' 04" |
| 2  | Cadel Evans (AUS)          | BMC Racing Team         | + 1"       |
| 3  | Andrí Hrivko (UKR)         | Astana Qazaqstan Team   | + 2"       |
| 4  | Carlos Barredo (ESP)       | Rabobank ProTeam        | + 2"       |
| 5  | Tony Martin (GER)          | Omega Pharma-Quick Step | + 4"       |
| 6  | Paul Martens (GER)         | Rabobank ProTeam        | + 4"       |
| 7  | Sylvain Chavanel (FRA)     | Omega Pharma-Quick Step | + 5"       |
| 8  | Jérôme Coppel (FRA)        | Saur-Sojasun            | + 6"       |
| 9  | Andrey Amador (CRC)        | Movistar Team           | + 6"       |
| 10 | Edvald Boasson Hagen (NOR) | Team Sky                | + 6"       |

### 2a etapa
5 de juny de 2012 - Lamastre - Sant Farciau, 160,0 km
Etapa de mitja muntnaya, amb sis ports puntuables per la regió de l'Ardecha, tres de segona, un de tercera i dos de quarta, el darrer d'ells situat en la línia d'arribada, a Sant Farciau, després de 2,5 km al 4,4%.
Després d'una escapada inicial en què hi ha bona part dels favorits a la victòria final es forma una escapada amb quatre ciclistes: David Moncoutié (Cofidis), Blel Kadri (AG2R La Mondiale), Christophe Kern (Team Europcar) i Cayetano Sarmiento (Liquigas-Cannondale). El Team Sky estabilitza la diferència en uns quatre minuts., ja que Kadri es troba a sols 11 segons de Wiggins a la general. A manca de 40 km els escapats sols disposen de mig minut, però aconseguiren mantenir una lleugera diferència fins a manca de 7 km per a l'arribada, quan foren neutralitzats. Tot i algun nou intent d'escapada el grup es presentà unit a l'ascens final, amb el Liquigas-Cannondale i el BMC Racing Team al capdavant del grup principal. Finalment la victòria fou per a Daniel Moreno (Team Katusha), imposant el seu punt de velocitat en les rampes finals, per davant de Julien Simon (Saur-Sojasun). Wiggins conservà el liderat i les diferències respecte als seus immediats perseguidors.
|    | Ciclista                    | Equip                 | Temps      |
| -- | --------------------------- | --------------------- | ---------- |
| 1  | Daniel Moreno (ESP)         | Team Katusha          | 4h 02' 38" |
| 2  | Julien Simon (FRA)          | Saur-Sojasun          | m. t.      |
| 3  | Tony Gallopin (FRA)         | RadioShack-Nissan     | m. t.      |
| 4  | Rinaldo Nocentini (ITA)     | AG2R La Mondiale      | m. t.      |
| 5  | Jurgen van den Broeck (BEL) | Lotto-Belisol         | m. t.      |
| 6  | Luis León Sánchez (ESP)     | Rabobank ProTeam      | m. t.      |
| 7  | Cadel Evans (AUS)           | BMC Racing Team       | m. t.      |
| 8  | Janez Brajkovič (SVN)       | Astana Qazaqstan Team | m. t.      |
| 9  | Bradley Wiggins (GBR)       | Team Sky              | m. t.      |
| 10 | Thomas Voeckler (FRA)       | Team Europcar         | m. t.      |

|    | Ciclista               | Equip                   | Temps      |
| -- | ---------------------- | ----------------------- | ---------- |
| 1  | Bradley Wiggins (GBR)  | Team Sky                | 8h 45' 42" |
| 2  | Cadel Evans (AUS)      | BMC Racing Team         | + 1"       |
| 3  | Andrí Hrivko (UKR)     | Astana Qazaqstan Team   | + 2"       |
| 4  | Carlos Barredo (ESP)   | Rabobank ProTeam        | + 2"       |
| 5  | Tony Martin (GER)      | Omega Pharma-Quick Step | + 4"       |
| 6  | Paul Martens (GER)     | Rabobank ProTeam        | + 4"       |
| 7  | Sylvain Chavanel (FRA) | Omega Pharma-Quick Step | + 5"       |
| 8  | Jérôme Coppel (FRA)    | Saur-Sojasun            | + 6"       |
| 9  | Andrey Amador (CRC)    | Movistar Team           | + 6"       |
| 10 | Richie Porte (AUS)     | Team Sky                | + 7"       |

### 3a etapa
6 de juny de 2012 - Givors - La Clayette, 167,0 km
Etapa propícia pels esprintadors, amb sols una cota de tercera i dues de quarta en els primers 70 quilòmetres d'etapa.
Dos ciclistes espanyols, Luis Ángel Maté (Cofidis) i Egoi Martínez (Euskaltel–Euskadi) s'escapen només començar l'etapa, ampliant les diferències fins als cinc minuts i mig al km 20. L'Argos-Shimano i el FDJ-BigMat van controlar els escapats en tot moment, intentant jugar l'opció d'una victòria a l'esprint dels seus corredors, sent neutralitzats a manca de 15 km. A manca de 2 km John Degenkolb (Argos-Shimano) perd tota opció a la victòria per culpa d'una punxada i poc després Philippe Gilbert (BMC Racing Team) ataca, però poc després és reduït. En l'esprint el més ràpid és Edvald Boasson Hagen (Team Sky), per davant de Gerald Ciolek (Omega Pharma-Quick Step) i Borut Božič (Astana Qazaqstan Team). La caiguda de Ricardo García (Euskaltel–Euskadi) en els darrers metres provoca el trencament del grup, però el temps no es té en compte i es mantenen totes les diferències a l'espera de la contrarellotge de l'endemà.
|    | Ciclista                   | Equip                   | Temps      |
| -- | -------------------------- | ----------------------- | ---------- |
| 1  | Edvald Boasson Hagen (NOR) | Team Sky                | 4h 22' 13" |
| 2  | Gerald Ciolek (GER)        | Omega Pharma-Quick Step | m. t.      |
| 3  | Borut Božič (SVN)          | Astana Qazaqstan Team   | m. t.      |
| 4  | Roger Kluge (GER)          | Argos-Shimano           | m. t.      |
| 5  | Murilo Fischer (BRA)       | Garmin-Barracuda        | m. t.      |
| 6  | Tony Gallopin (FRA)        | RadioShack-Nissan       | m. t.      |
| 7  | Davide Cimolai (ITA)       | Lampre-ISD              | m. t.      |
| 8  | Michael Matthews (AUS)     | Rabobank ProTeam        | m. t.      |
| 9  | Sébastien Hinault (FRA)    | AG2R La Mondiale        | m. t.      |
| 10 | Jonathan Cantwell (AUS)    | Team Saxo Bank          | m. t.      |

|    | Ciclista               | Equip                   | Temps       |
| -- | ---------------------- | ----------------------- | ----------- |
| 1  | Bradley Wiggins (GBR)  | Team Sky                | 13h 07' 55" |
| 2  | Cadel Evans (AUS)      | BMC Racing Team         | + 1"        |
| 3  | Andrí Hrivko (UKR)     | Astana Qazaqstan Team   | + 2"        |
| 4  | Carlos Barredo (ESP)   | Rabobank ProTeam        | + 2"        |
| 5  | Tony Martin (GER)      | Omega Pharma-Quick Step | + 4"        |
| 6  | Paul Martens (GER)     | Rabobank ProTeam        | + 4"        |
| 7  | Sylvain Chavanel (FRA) | Omega Pharma-Quick Step | + 5"        |
| 8  | Jérôme Coppel (FRA)    | Saur-Sojasun            | + 6"        |
| 9  | Andrey Amador (CRC)    | Movistar Team           | + 6"        |
| 10 | Richie Porte (AUS)     | Team Sky                | + 7"        |

### 4a etapa
7 de juny de 2012 - Villié-Morgon - Bourg-en-Bresse, 53,0 km, CRI
Llarga contrarellotge individual entre Villié-Morgon i Bourg-en-Bresse, per un terreny força ondulat, però sense cap dificultat puntuable.
Els ciclistes van anar prenent la sortida en l'ordre invers a la general, sent el primer a sortir Arnaud Gérard (FDJ-BigMat). El primer temps significatiu l'aconseguí Luke Durbridge (Team Jayco AlUla), el guanyador del pròleg i actual campió del món sub-23 de l'especialitat, que creuà la meta amb un temps d'una hora, quatre minuts i quaranta-nou segons. Aquest temps es mantingué al capdavant durant més de dues hores, fins que Wilco Kelderman (Rabobank ProTeam) el millorà en 12 segons. Posteriorment aquest temps serà millorat per Michael Rogers (Team Sky). Tony Martin (Omega Pharma-Quick Step) millorà el temps de Rogers en 37 segons, però la victòria final fou per a Bradley Wiggins (Team Sky) que feu un temps 34" millor que Martin i a punt va estar de superar a Cadel Evans (BMC Racing Team), que havia sortit dos minuts abans que ell. Andy Schleck (RadioShack-Nissan)va perdre més de deu minuts respecte a Wiggins després d'una caiguda i una punxada.
|    | Ciclista                | Equip                   | Temps      |
| -- | ----------------------- | ----------------------- | ---------- |
| 1  | Bradley Wiggins (GBR)   | Team Sky                | 1h 03' 12" |
| 2  | Tony Martin (GER)       | Omega Pharma-Quick Step | + 34"      |
| 3  | Michael Rogers (AUS)    | Team Sky                | + 1' 11"   |
| 4  | Wilco Kelderman (NED)   | Rabobank ProTeam        | + 1' 25"   |
| 5  | Sylvain Chavanel (FRA)  | Omega Pharma-Quick Step | + 1' 33"   |
| 6  | Chris Froome (GBR)      | Team Sky                | + 1' 33"   |
| 7  | Luke Durbridge (AUS)    | Team Jayco AlUla        | + 1' 37"   |
| 8  | Cadel Evans (AUS)       | BMC Racing Team         | + 1' 43"   |
| 9  | David Millar (GBR)      | Garmin-Barracuda        | + 1' 51"   |
| 10 | Luis León Sánchez (ESP) | Rabobank ProTeam        | + 1' 53"   |

|    | Ciclista                | Equip                   | Temps       |
| -- | ----------------------- | ----------------------- | ----------- |
| 1  | Bradley Wiggins (GBR)   | Team Sky                | 14h 11' 07" |
| 2  | Tony Martin (GER)       | Omega Pharma-Quick Step | + 38"       |
| 3  | Michael Rogers (AUS)    | Team Sky                | + 1' 20"    |
| 4  | Sylvain Chavanel (FRA)  | Omega Pharma-Quick Step | + 1' 38"    |
| 5  | Cadel Evans (AUS)       | BMC Racing Team         | + 1' 44"    |
| 6  | Wilco Kelderman (NED)   | Rabobank ProTeam        | + 1' 45"    |
| 7  | Chris Froome (GBR)      | Team Sky                | + 1' 48"    |
| 8  | David Millar (GBR)      | Garmin-Barracuda        | + 2' 00"    |
| 9  | Luis León Sánchez (ESP) | Rabobank ProTeam        | + 2' 02"    |
| 10 | Andrí Hrivko (UKR)      | Astana Qazaqstan Team   | + 2' 18"    |

### 5a etapa
8 de juny de 2012 - Saint-Trivier-sur-Moignans - Rumilly, 186,5 km
Primera de les tres etapes de muntanya que han de decidir la cursa, amb tres ports puntuables, tots ells a la part central de l'etapa. Destaca en particular el port de categoria especial de Le Grand Colombier (17,4 km al 7,2%) situat al km 118,5. Els darrers 45,5 km de l'etapa són en descens o plans.
Nombrosos intents d'escapada es produeixen des del començament de l'etapa, però no serà fins passat el primer port del dia, la  Côte de Corlier quan es formi una nombrosa escapada formada per 11 ciclistes que ràpidament aconsegueix un avantatge de cinc minuts sobre el grup dels favorits. A l'inici de Le Grand Colombier un grup de set corredors van formar un grup perseguidor, quedant reduït poc després a sols dos ciclistes. El gran grup a poc a poc va perdent unitats, entre els quals destaca Sylvain Chavanel (Omega Pharma-Quick Step) i David Millar (Garmin-Barracuda), quart i vuitè de la general. En el descens els homes del BMC Racing Team intenten deixar enrere el líder, Bradley Wiggins, però després d'uns quilòmetres de persecució els favorits es tornen a agrupar. En l'ascensió al coll de Richemond és Luis León Sánchez (Rabobank ProTeam), novè a la general, el que s'integra en una escapada, però el Team Sky no li permet obtenir més de 30 segons. Finalment la victòria d'etapa se la disputen els escapats. Després d'un primer intent d'escapada d'Egoi Martínez (Euskaltel–Euskadi), sense sort, és Arthur Vichot (FDJ-BigMat) el que marxa en solitari a manca de 2 km, presentant-se a la línia d'arribada amb 26 segons sobre els immediats perseguidors. El gran grup creuà la meta 59" segons després, conservant Wiggins les diferències a la general.
|    | Ciclista                 | Equip                 | Temps      |
| -- | ------------------------ | --------------------- | ---------- |
| 1  | Arthur Vichot (FRA)      | FDJ-BigMat            | 4h 42' 17" |
| 2  | Egoi Martínez (ESP)      | Euskaltel–Euskadi     | + 26"      |
| 3  | Dmitri Fofónov (KAZ)     | Astana Qazaqstan Team | + 26"      |
| 4  | Rémy Di Gregorio (FRA)   | Cofidis               | + 26"      |
| 5  | Cayetano Sarmiento (COL) | Liquigas-Cannondale   | + 26"      |
| 6  | Alberto Losada (ESP)     | Team Katusha          | + 26"      |
| 7  | Daniel Navarro (ESP)     | Team Saxo Bank        | + 26"      |
| 8  | Maxime Méderel (FRA)     | Saur-Sojasun          | + 26"      |
| 9  | Maxime Bouet (FRA)       | AG2R La Mondiale      | + 46"      |
| 10 | Bruno Pires (POR)        | Team Saxo Bank        | + 46"      |

|    | Ciclista                    | Equip                   | Temps       |
| -- | --------------------------- | ----------------------- | ----------- |
| 1  | Bradley Wiggins (GBR)       | Team Sky                | 18h 54' 23" |
| 2  | Tony Martin (GER)           | Omega Pharma-Quick Step | + 38"       |
| 3  | Michael Rogers (AUS)        | Team Sky                | + 1' 20"    |
| 4  | Cadel Evans (AUS)           | BMC Racing Team         | + 1' 44"    |
| 5  | Wilco Kelderman (NED)       | Rabobank ProTeam        | + 1' 45"    |
| 6  | Chris Froome (GBR)          | Team Sky                | + 1' 48"    |
| 7  | Luis León Sánchez (ESP)     | Rabobank ProTeam        | + 2' 02"    |
| 8  | Jurgen Van Den Broeck (BEL) | Lotto-Belisol           | + 2' 22"    |
| 9  | Janez Brajkovič (SVN)       | Astana Qazaqstan Team   | + 2' 47"    |
| 10 | Jérôme Coppel (FRA)         | Saur-Sojasun            | + 2' 55"    |

### 6a etapa
9 de juny de 2012 - Saint-Alban-Leysse - Morzena, 167,5 km
Etapa reina de la present edició, amb sis ports puntuables en els 167,5 quilòmetres d'etapa. Només de sortida han d'afrontar el Coll de Plainpalais (11,6 km al 6,5%) de primera categoria. Després d'un parell de ports de tercera categoria, els ciclistes han d'afrontar un nou port de primera, el Coll de la Colombière (11,8 km al 5,7%), a manca de 65 km per acabar l'etapa. La Cota de Chatillon, de tercera, precedeix l'ascensió al Coll del Joux-Plane, de categoria especial (11,7 km al 8,4%). L'arribada a Morzena es troba després de 12 km de descens.
Dinou ciclistes formen una escapada des dels primers quilòmetres d'etapa. Entre ells hi ha Blel Kadri (AG2R La Mondiale) i Cayetano Sarmiento (Liquigas-Cannondale), ambdós lluitant pel gran premi de la muntanya. El grup els controla a uns quatre minuts, sent Tiago Machado (RadioShack-Nissan) el millor classificat a gairebé sis minuts de Bradley Wiggins. En l'ascens a la Cota de Chatillon Brice Feillu (Saur-Sojasun) deix enrere els seus companys d'escapada i ràpidament aconsegueix més d'un minut sobre ells i quatre minuts i mig sobre el gran grup.
En l'ascens al Coll de Joux Plane el Team Sky imposa un fort ritme i Feillu veu com el seu temps es redueix considerablement. A més Nairo Quintana (Movistar Team) ataca entre els favorits a manca de 5 km pel cim, en un grup cada vegada més petit. A sols 2 km del coll Feillu es veu superat, sense poder fer res per seguir el ritme de Quintana. Pel darrere Cadel Evans (BMC Racing Team) ataca en el descens i tot i que deix enrere Wiggins no pot acostar-se a Quintana, que d'aquesta manera aconsegueix la victòria. Evans arriba a 16", mentre el grup del líder ho fa a 24" del vencedor, en un grup format per sols 8 corredors. Tony Martin (Omega Pharma-Quick Step) segon fins aquell moment perd 4' 01" i tota opció a la victòria final, mentre Andy Schleck (RadioShack-Nissan) abandona.
|    | Ciclista                    | Equip             | Temps      |
| -- | --------------------------- | ----------------- | ---------- |
| 1  | Nairo Quintana (COL)        | Movistar Team     | 4h 46' 12" |
| 2  | Cadel Evans (AUS)           | BMC Racing Team   | + 16"      |
| 3  | Daniel Moreno (ESP)         | Team Katusha      | + 24"      |
| 4  | Bradley Wiggins (GBR)       | Team Sky          | + 24"      |
| 5  | Pieter Weening (NED)        | Team Jayco AlUla  | + 24"      |
| 6  | Chris Froome (GBR)          | Team Sky          | + 24"      |
| 7  | Vassil Kirienka (BLR)       | Movistar Team     | + 24"      |
| 8  | Jurgen van den Broeck (BEL) | Lotto-Belisol     | + 24"      |
| 9  | Michael Rogers (AUS)        | Team Sky          | + 24"      |
| 10 | Haimar Zubeldia (ESP)       | RadioShack-Nissan | + 24"      |

|    | Ciclista                    | Equip                 | Temps       |
| -- | --------------------------- | --------------------- | ----------- |
| 1  | Bradley Wiggins (GBR)       | Team Sky              | 23h 40' 59" |
| 2  | Michael Rogers (AUS)        | Team Sky              | + 1' 20"    |
| 3  | Cadel Evans (AUS)           | BMC Racing Team       | + 1' 36"    |
| 4  | Chris Froome (GBR)          | Team Sky              | + 1' 48"    |
| 5  | Jurgen van den Broeck (BEL) | Lotto-Belisol         | + 2' 22"    |
| 6  | Vassil Kirienka (BLR)       | Movistar Team         | + 2' 58"    |
| 7  | Janez Brajkovič (SVN)       | Astana Qazaqstan Team | + 3' 07"    |
| 8  | Wilco Kelderman (NED)       | Rabobank ProTeam      | + 3' 26"    |
| 9  | Richie Porte (AUS)          | Team Sky              | + 3' 44"    |
| 10 | Tejay van Garderen (USA)    | BMC Racing Team       | + 3' 51"    |

### 7a etapa
10 de juny de 2012 - Morzena - Châtel, 126,0 km
Etapa curta, però amb cinc dificultats muntanyoses puntuables, un de quarta, dos de tercera, un de segona i un de primera categoria, el coll de Corbier (km 102, 7,7 km al 7,3%). L'arribada, a Châtel, és en pujada, amb 1,5 km al 8,7% i puntuable de tercera categoria.
Es produeixen nombrosos intents d'escapada durant els primers quilòmetres d'etapa, però cap d'ells fructifica. No serà fins al km 40 quan es formi una escapada formada per Pierre Rolland (Team Europcar), Jérôme Coppel (Saur-Sojasun) i Lieuwe Westra (Vacansoleil-DCM), als quals poc després se'ls uneixen cinc corredors més, Sylvain Chavanel i Stijn Vandenbergh (Omega Pharma-Quick Step), Dmitri Fofónov (Astana Qazaqstan Team), Iaroslav Popòvitx (RadioShack-Nissan) i Christophe Le Mével (Garmin-Barracuda). Coppel, a més de quatre minuts, era el millor dels classificats i per aquest motiu el Team Sky no va permetre que l'escapada passés dels tres minuts.
En l'ascensió a la cota de la Vernaz Coppel, Westra i Rolland tornaren a quedar sols al capdavant, mentre la diferència es va reduint respecte a una gran grup encapçalat pel BMC Racing Team i el Team Katusha. En el descens Westra no pot seguir el ritme, mentre pel darrere salta Vincenzo Nibali (Liquigas-Cannondale) en busca dels escapats. Sols Coppel i Rolland aguanten al davant, mentre la resta d'escapats són a poc a poc neutralitzats pel gran grup. Els escapats mantenen 30" a manca de 8 km i poc després veuen com se'ls uneix Alexandre Geniez (Argos-Shimano), però a 2,3 km són neutralitzats pel gran grup. El Team Katusha va començar a preparar l'arribada per a Daniel Moreno i aquest no va defraudar, guanyant la segona etapa en aquesta edició, per davant de Luis León Sánchez (Rabobank ProTeam). Wiggins va creuar la línia d'arribada deu segons després, suficient per aconseguir la segona victòria consecutiva al Critèrium del Dauphiné.
|    | Ciclista                    | Equip                   | Temps      |
| -- | --------------------------- | ----------------------- | ---------- |
| 1  | Daniel Moreno (ESP)         | Team Katusha            | 2h 59' 37" |
| 2  | Luis León Sánchez (ESP)     | Rabobank ProTeam        | m. t.      |
| 3  | Cadel Evans (AUS)           | BMC Racing Team         | m. t.      |
| 4  | Edvald Boasson Hagen (NOR)  | Team Sky                | m. t.      |
| 5  | Rinaldo Nocentini (ITA)     | AG2R La Mondiale        | m. t.      |
| 6  | Pieter Weening (NED)        | Team Jayco AlUla        | m. t.      |
| 7  | Jurgen Van Den Broeck (BEL) | Lotto-Belisol           | m. t.      |
| 8  | Dries Devenyns (BEL)        | Omega Pharma-Quick Step | m. t.      |
| 9  | Richie Porte (AUS)          | Team Sky                | m. t.      |
| 10 | Michael Rogers (AUS)        | Team Sky                | + 7"       |

|    | Ciclista                    | Equip                 | Temps       |
| -- | --------------------------- | --------------------- | ----------- |
| 1  | Bradley Wiggins (GBR)       | Team Sky              | 26h 40' 46" |
| 2  | Michael Rogers (AUS)        | Team Sky              | + 1' 17"    |
| 3  | Cadel Evans (AUS)           | BMC Racing Team       | + 1' 26"    |
| 4  | Chris Froome (GBR)          | Team Sky              | + 1' 45"    |
| 5  | Jurgen van den Broeck (BEL) | Lotto-Belisol         | + 2' 12"    |
| 6  | Vassil Kirienka (BLR)       | Movistar Team         | + 2' 58"    |
| 7  | Janez Brajkovič (SVN)       | Astana Qazaqstan Team | + 3' 07"    |
| 8  | Wilco Kelderman (NED)       | Rabobank ProTeam      | + 3' 26"    |
| 9  | Richie Porte (AUS)          | Team Sky              | + 3' 34"    |
| 10 | Haimar Zubeldia (ESP)       | RadioShack-Nissan     | + 3' 50"    |

## Classificacions finals

### Classificació general
|    | Ciclista                    | Equip                 | Temps       |
| -- | --------------------------- | --------------------- | ----------- |
| 1  | Bradley Wiggins (GBR)       | Team Sky              | 26h 40' 46" |
| 2  | Michael Rogers (AUS)        | Team Sky              | + 1' 17"    |
| 3  | Cadel Evans (AUS)           | BMC Racing Team       | + 1' 26"    |
| 4  | Chris Froome (GBR)          | Team Sky              | + 1' 45"    |
| 5  | Jurgen van den Broeck (BEL) | Lotto-Belisol         | + 2' 12"    |
| 6  | Vassil Kirienka (BLR)       | Movistar Team         | + 2' 58"    |
| 7  | Janez Brajkovič (SVN)       | Astana Qazaqstan Team | + 3' 07"    |
| 8  | Wilco Kelderman (NED)       | Rabobank ProTeam      | + 3' 26"    |
| 9  | Richie Porte (AUS)          | Team Sky              | + 3' 34"    |
| 10 | Haimar Zubeldia (ESP)       | RadioShack-Nissan     | + 3' 50"    |

### Classificacions secundàries
|   | Ciclista                  | Equip                 | Punts |
| - | ------------------------- | --------------------- | ----- |
| 1 | Cayetano Sarmiento (COL)  | Liquigas-Cannondale   | 91    |
| 2 | Blel Kadri (FRA)          | AG2R La Mondiale      | 61    |
| 3 | David Moncoutié (FRA)     | Cofidis               | 61    |
| 4 | Giovanni Bernaudeau (FRA) | Team Europcar         | 38    |
| 5 | Nicolas Edet (FRA)        | Astana Qazaqstan Team | 38    |

|   | Ciclista                   | Equip             | Punts |
| - | -------------------------- | ----------------- | ----- |
| 1 | Cadel Evans (AUS)          | BMC Racing Team   | 66    |
| 2 | Daniel Moreno (ESP)        | Team Katusha      | 58    |
| 3 | Tony Gallopin (FRA)        | RadioShack-Nissan | 51    |
| 4 | Bradley Wiggins (GBR)      | Team Sky          | 47    |
| 5 | Edvald Boasson Hagen (NOR) | Team Sky          | 44    |

|   | Ciclista                 | Equip                 | Temps       |
| - | ------------------------ | --------------------- | ----------- |
| 1 | Wilco Kelderman (NED)    | Rabobank ProTeam      | 26h 44' 12" |
| 2 | Tejay van Garderen (USA) | BMC Racing Team       | + 1' 23"    |
| 3 | Iegor Silin (RUS)        | Astana Qazaqstan Team | + 5' 51"    |
| 4 | Alexandre Geniez (FRA)   | Argos-Shimano         | + 10' 38"   |
| 5 | Tony Gallopin (FRA)      | RadioShack-Nissan     | + 13' 08"   |

| # | Equip             | Temps        |
| - | ----------------- | ------------ |
| 1 | Team Sky          | 80h 04' 52"" |
| 2 | BMC Racing Team   | + 13' 34"    |
| 3 | Movistar Team     | + 17' 27"    |
| 4 | Saur-Sojasun      | + 18' 02"    |
| 5 | RadioShack-Nissan | + 19' 52"    |

### UCI World Tour
El Critèrium del Dauphiné atorga punts per l'UCI World Tour 2012 sols als ciclistes dels equips de categoria ProTeam.
| Posició               | 1r  | 2n | 3r | 4t | 5è | 6è | 7è | 8è | 9è | 10è |
| Classificació general | 100 | 80 | 70 | 60 | 50 | 40 | 30 | 20 | 10 | 4   |
| Per etapa             | 6   | 4  | 2  | 1  | 1  |    |    |    |    |     |

| #  | Ciclista              | Equip                 | Punts |
| -- | --------------------- | --------------------- | ----- |
| 1  | Bradley Wiggins       | Team Sky              | 111   |
| 2  | Michael Rogers        | Team Sky              | 82    |
| 2  | Cadel Evans           | BMC Racing Team       | 82    |
| 4  | Christopher Froome    | Team Sky              | 60    |
| 5  | Jurgen Van den Broeck | Lotto-Belisol         | 51    |
| 6  | Vassil Kirienka       | Movistar Team         | 40    |
| 7  | Janez Brajkovič       | Astana Qazaqstan Team | 30    |
| 8  | Wilco Kelderman       | Rabobank ProTeam      | 21    |
| 9  | Daniel Moreno         | Team Katusha          | 14    |
| 10 | Richie Porte          | Team Sky              | 10    |

| Classificats de l'11 al 31 | Classificats de l'11 al 31 | Classificats de l'11 al 31 | Classificats de l'11 al 31 |
| -------------------------- | -------------------------- | -------------------------- | -------------------------- |
| 11                         | Edvald Boasson Hagen       | Team Sky                   | 7                          |
| 12                         | Luke Durbridge             | Team Jayco AlUla           | 6                          |
| 12                         | Nairo Quintana             | Movistar Team              | 6                          |
| 12                         | Arthur Vichot              | FDJ-BigMat                 | 6                          |
| 15                         | Tony Martin                | Omega Pharma-Quick Step    | 5                          |
| 16                         | Gerald Ciolek              | Omega Pharma-Quick Step    | 4                          |
| 16                         | Egoi Martínez              | Euskaltel–Euskadi          | 4                          |
| 16                         | Luis León Sánchez          | Rabobank ProTeam           | 4                          |
| 16                         | Haimar Zubeldia            | RadioShack-Nissan          | 4                          |
| 20                         | Borut Božič                | Astana Qazaqstan Team      | 2                          |
| 20                         | Dmitri Fofónov             | Astana Qazaqstan Team      | 2                          |
| 20                         | Tony Gallopin              | RadioShack-Nissan          | 2                          |
| 20                         | Andrí Hrivko               | Astana Qazaqstan Team      | 2                          |
| 20                         | Andrei Kàixetxkin          | Astana Qazaqstan Team      | 2                          |
| 20                         | Rinaldo Nocentini          | AG2R La Mondiale           | 2                          |
| 26                         | Carlos Barredo             | Rabobank ProTeam           | 1                          |
| 26                         | Nacer Bouhanni             | FDJ-BigMat                 | 1                          |
| 26                         | Sylvain Chavanel           | Omega Pharma-Quick Step    | 1                          |
| 26                         | Murilo Fischer             | Garmin-Barracuda           | 1                          |
| 26                         | Cayetano Sarmiento         | Liquigas-Cannondale        | 1                          |
| 26                         | Pieter Weening             | Team Jayco AlUla           | 1                          |

## Evolució de les classificacions
| Etapa | Vencedor             | Classificació general | Classificació de la muntanya | Classificació per punts | Classificació dels joves | Classificació per equips |
| ----- | -------------------- | --------------------- | ---------------------------- | ----------------------- | ------------------------ | ------------------------ |
| P     | Luke Durbridge       | Luke Durbridge        | no entregat                  | Luke Durbridge          | Luke Durbridge           | Team Jayco AlUla         |
| 1     | Cadel Evans          | Bradley Wiggins       | Giovanni Bernaudeau          | Cadel Evans             | Edvald Boasson Hagen     | Team Sky                 |
| 2     | Daniel Moreno        | Bradley Wiggins       | Blel Kadri                   | Cadel Evans             | Tony Gallopin            | Team Sky                 |
| 3     | Edvald Boasson Hagen | Bradley Wiggins       | Giovanni Bernaudeau          | Tony Gallopin           | Tony Gallopin            | Team Sky                 |
| 4     | Bradley Wiggins      | Bradley Wiggins       | Giovanni Bernaudeau          | Tony Gallopin           | Wilco Kelderman          | Team Sky                 |
| 5     | Arthur Vichot        | Bradley Wiggins       | Cayetano Sarmiento           | Tony Gallopin           | Wilco Kelderman          | Team Sky                 |
| 6     | Nairo Quintana       | Bradley Wiggins       | Cayetano Sarmiento           | Cadel Evans             | Wilco Kelderman          | Team Sky                 |
| 7     | Daniel Moreno        | Bradley Wiggins       | Cayetano Sarmiento           | Cadel Evans             | Wilco Kelderman          | Team Sky                 |
| Final | Final                | Bradley Wiggins       | Cayetano Sarmiento           | Cadel Evans             | Wilco Kelderman          | Team Sky                 |